# Helena Grossówna
Helena Grossówna, née le 25 novembre 1904 à Thorn et morte le 1er juillet 1994 à Varsovie est une actrice de cinéma et de théâtre polonaise.

## Filmographie sélective
- 1935 : Kochaj tylko mnie
- 1936 : Dodek na froncie
- 1938 : Zapomniana melodia
- 1938 : Paweł i Gaweł
- 1938 : Robert i Bertrand
- 1962 : Histoire de deux enfants qui volèrent la Lune
- 1965 : Niekochana
- 1967 : To jest twój nowy syn

## Récompenses et distinctions
- Croix de la Valeur polonaise
- Croix de partisan (polonais : Krzyż Partyzancki)